# Resolutie 1792 Veiligheidsraad Verenigde Naties
Resolutie 1792 van de Veiligheidsraad van de Verenigde Naties werd unaniem door de VN-Veiligheidsraad aangenomen op 19 december 2007. De resolutie verlengde onder meer het wapenembargo tegen Liberia
met een jaar. Ook het panel van experts dat schendingen van dat embargo onderzocht werd met een half jaar verlengd.

## Achtergrond
Na de hoogtijdagen onder het decennialange bestuur van William Tubman, die in 1971 overleed, greep Samuel Doe de macht. Diens dictatoriale regime ontwrichtte de economie en er ontstonden rebellengroepen tegen zijn bewind, waaronder die van de latere president Charles Taylor. In 1989 leidde de situatie tot een burgeroorlog waarin de president vermoord werd. De oorlog bleef nog doorgaan tot 1996. Bij de verkiezingen in 1997 werd Charles Taylor verkozen en in 1999 ontstond opnieuw een burgeroorlog toen hem vijandige rebellengroepen delen van het land overnamen. Pas in 2003 kwam er een staakt-het-vuren en werden VN-troepen gestuurd. Taylor ging in ballingschap en de regering van zijn opvolger werd al snel vervangen door een overgangsregering. In 2005 volgden opnieuw verkiezingen, waarna Ellen Johnson-Sirleaf de nieuwe president werd.

## Inhoud

### Waarnemingen
Eerder was beslist de sancties die met
resolutie 1521 tegen Liberia waren opgeworpen inzake
diamant en kaphout stop te zetten.

### Handelingen
Op basis van de geboekte vooruitgang naar de voorwaarden die met die resolutie waren opgelegd werden het
wapenembargo en de reisbeperkingen met 12 maanden verlengd. Ook de financiële sancties tegen de voormalige
president die met resolutie 1532 waren opgelegd bleven van
kracht. Het mandaat van het panel van experts dat schendingen van deze sancties onderzocht werd eveneens
verlengd, tot 20 juni 2008.

## Verwante resoluties
- Resolutie 1760 Veiligheidsraad Verenigde Naties
- Resolutie 1777 Veiligheidsraad Verenigde Naties
- Resolutie 1819 Veiligheidsraad Verenigde Naties (2008)
- Resolutie 1836 Veiligheidsraad Verenigde Naties (2008)

Lijst ·  1739 ·  1740 ·  1741 ·  1742 ·  1743 ·  1744 ·  1745 ·  1746 ·  1747 ·  1748 ·  1749 ·  1750 ·  1751 ·  1752 ·  1753 ·  1754 ·  1755 ·  1756 ·  1757 ·  1758 ·  1759 ·  1760 ·  1761 ·  1762 ·  1763 ·  1764 ·  1765 ·  1766 ·  1767 ·  1768 ·  1769 ·  1770 ·  1771 ·  1772 ·  1773 ·  1774 ·  1775 ·  1776 ·  1777 ·  1778 ·  1779 ·  1780 ·  1781 ·  1782 ·  1783 ·  1784 ·  1785 ·  1786 ·  1787 ·  1788 ·  1789 ·  1790 ·  1791 ·  1792 ·  1793 ·  1794